# 山本哲哉
山本 哲哉（やまもと てつや、1985年9月4日 - ）は、和歌山県日高郡由良町出身の元プロ野球選手（投手）、コーチ。

## 来歴

### プロ入り前
小学1年から白崎少年で野球を始め、中学時代は和歌山ライオンズでプレー。南部高校では岡本洋介の控えだった。
近畿大学では3年春から登板。3年秋、京都大学戦で初先発、5安打無四球で完封初勝利。以後、大隣憲司につぐ先発2番手として活躍。4年秋はリリーフ、抑えにまわり、チーム優勝に貢献した。リーグ通算20試合登板、5勝1敗、防御率1.25。近大の同期に小瀬浩之、3学年先輩に藤田一也、2学年後輩に俊介と荒木貴裕がいた。
その後、三菱重工神戸に入社。1年目からエースとなり、第79回・第80回と2年連続してチームを都市対抗野球出場に導く。特に第80回大会では最高球速148キロを記録した。
同年10月29日のドラフト会議で東京ヤクルトスワローズから2位指名を受け、11月27日に契約金7500万円、年俸1200万円で仮契約した（金額は推定）。この年のドラフト3位で前述の荒木も指名されたため、プロでも荒木と再びチームメイトになった。

### プロ入り後

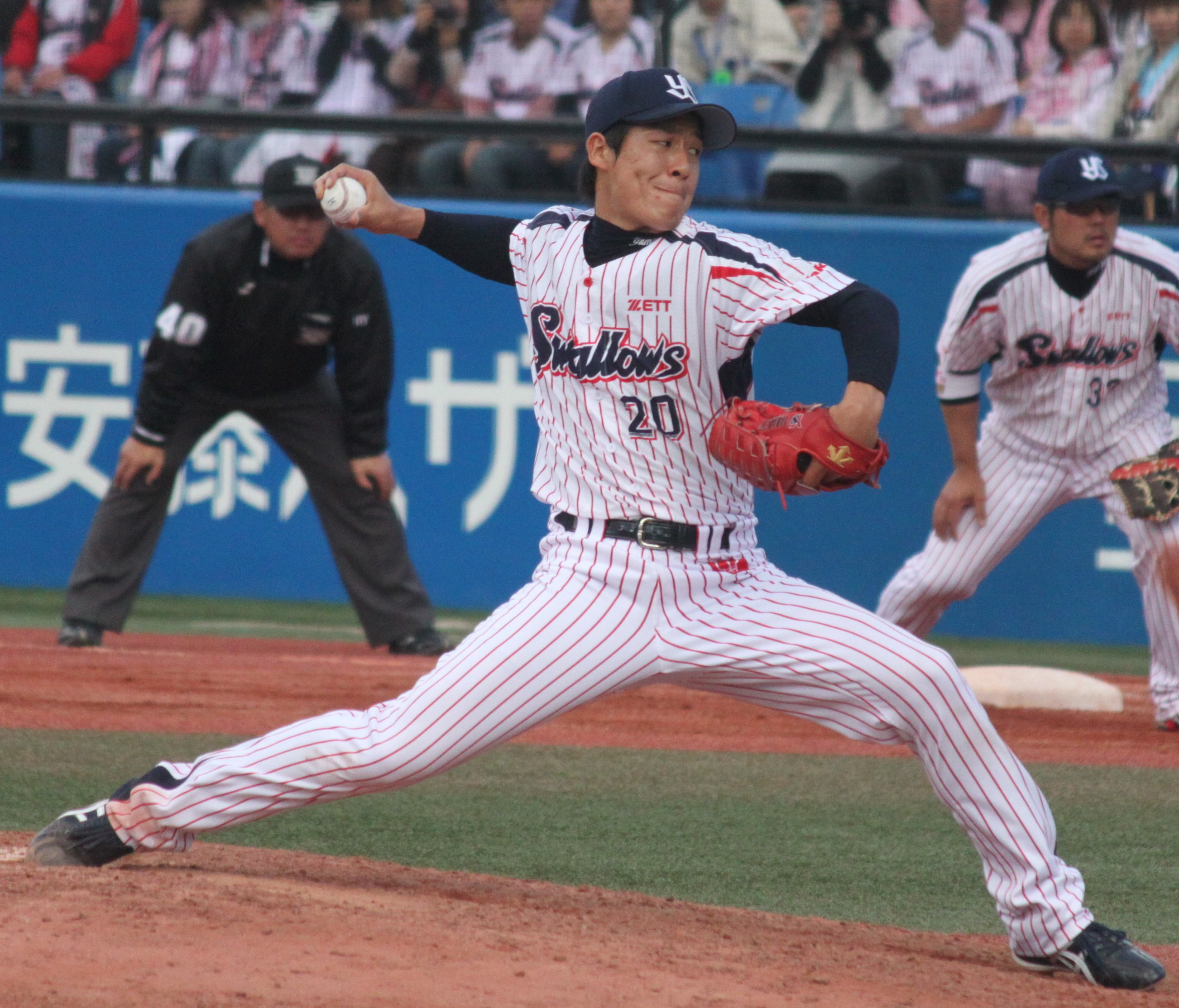
2013年4月7日 明治神宮野球場

2010年はオープン戦最初の登板で好投したものの、その試合後に肘痛を訴え、検査の結果靱帯を損傷していることが判明。トミー・ジョン手術を受けたため、一・二軍とも公式戦出場なしに終わった。
2011年は怪我明けの影響から思うようなピッチングができなかった。
2012年はシーズン中盤にバーネットが離脱して以降は、セットアッパーに定着し、勝ちパターンでの起用が多くなる。2012年度の成績は50試合に登板して防御率1.21と好成績を記録した。
2013年もセットアッパーとして開幕を迎えたが、バーネットの不調もありシーズン序盤から抑えに回り11セーブを記録。中盤からは新人の石山泰稚との配置転換により再びセットアッパーとなり、自己最多の64試合に登板、25ホールドを記録した。
2014年は投手陣が全体的に低調だったこともあって、開幕後7試合中6試合に登板するなどシーズン序盤から登板を重ねた。7月に3試合連続で失点を喫し1度登録抹消となったものの、3年連続50試合登板をクリアした。一方でホールド数、防御率の面では数字を落とした。
2015年は一軍で17試合の登板にとどまる。その後9月に2度目の右肘内側側副靱帯再建手術（トミー・ジョン手術）を受けた。
2016年は前年の手術の影響で一軍登板がなかった。
2018年9月30日に現役を引退することを発表。10月8日、明治神宮野球場での阪神タイガース戦の7回表に引退登板し陽川尚将を中飛に打ち取り、同じくこの日引退する松岡健一と交代した。試合後には引退セレモニーが行われ、ファンや関係者に感謝を伝えた。

### 引退後
2019年から同球団のスカウトを2年間務めた。自身が担当した選手には木澤尚文、杉山晃基らがいる。
2021年からは、二軍育成投手コーチとして現場に復帰。2024年からは二軍投手兼育成担当コーチを務める。

## 選手としての特徴・人物
力強い速球に加え、縦変化のスライダーやフォークなどを武器としている右腕。現役時代は3年連続で50試合以上に登板するなど主にセットアッパーとして活躍した。
実直な人柄の持ち主であり、誠実に取り組む姿勢からチームメイトに好影響を与える存在。

## 詳細情報

### 年度別投手成績
| 年 度     | 球 団     | 登 板 | 先 発 | 完 投 | 完 封 | 無 四 球 | 勝 利 | 敗 戦 | セ 丨 ブ | ホ 丨 ル ド | 勝 率 | 打 者 | 投 球 回 | 被 安 打 | 被 本 塁 打 | 与 四 球 | 敬 遠 | 与 死 球 | 奪 三 振 | 暴 投 | ボ 丨 ク | 失 点 | 自 責 点 | 防 御 率 | W H I P |
| --------- | --------- | ----- | ----- | ----- | ----- | -------- | ----- | ----- | -------- | ----------- | ----- | ----- | -------- | -------- | ----------- | -------- | ----- | -------- | -------- | ----- | -------- | ----- | -------- | -------- | ------- |
| 2011      | ヤクルト  | 9     | 0     | 0     | 0     | 0        | 0     | 1     | 0        | 0           | .000  | 38    | 8.2      | 10       | 0           | 3        | 0     | 0        | 5        | 0     | 0        | 4     | 4        | 4.15     | 1.51    |
| 2012      | ヤクルト  | 50    | 0     | 0     | 0     | 0        | 2     | 2     | 0        | 17          | .500  | 183   | 44.2     | 41       | 1           | 15       | 0     | 3        | 38       | 1     | 0        | 6     | 6        | 1.21     | 1.26    |
| 2013      | ヤクルト  | 64    | 0     | 0     | 0     | 0        | 1     | 3     | 11       | 25          | .250  | 250   | 59.2     | 57       | 8           | 17       | 1     | 2        | 38       | 3     | 0        | 24    | 19       | 2.87     | 1.24    |
| 2014      | ヤクルト  | 52    | 0     | 0     | 0     | 0        | 3     | 4     | 3        | 10          | .429  | 207   | 45.2     | 54       | 4           | 18       | 0     | 2        | 22       | 0     | 0        | 21    | 18       | 3.55     | 1.58    |
| 2015      | ヤクルト  | 17    | 0     | 0     | 0     | 0        | 0     | 0     | 0        | 2           | ----  | 72    | 17.1     | 20       | 1           | 2        | 0     | 1        | 11       | 0     | 0        | 6     | 6        | 3.12     | 1.27    |
| 2017      | ヤクルト  | 32    | 0     | 0     | 0     | 0        | 0     | 1     | 0        | 1           | .000  | 155   | 34.0     | 42       | 4           | 13       | 0     | 1        | 10       | 2     | 0        | 21    | 18       | 4.76     | 1.62    |
| 2018      | ヤクルト  | 4     | 0     | 0     | 0     | 0        | 0     | 0     | 0        | 0           | ----  | 19    | 4.0      | 5        | 1           | 1        | 0     | 0        | 0        | 0     | 0        | 2     | 2        | 4.50     | 1.50    |
| 通算：7年 | 通算：7年 | 228   | 0     | 0     | 0     | 0        | 6     | 11    | 14       | 55          | .353  | 924   | 214.0    | 229      | 19          | 69       | 1     | 9        | 124      | 6     | 0        | 84    | 73       | 3.07     | 1.39    |

### 年度別守備成績
| 年 度 | 球 団    | 投手  | 投手  | 投手  | 投手  | 投手  | 投手     |
| 年 度 | 球 団    | 試 合 | 刺 殺 | 補 殺 | 失 策 | 併 殺 | 守 備 率 |
| ----- | -------- | ----- | ----- | ----- | ----- | ----- | -------- |
| 2011  | ヤクルト | 9     | 0     | 0     | 0     | 0     | ----     |
| 2012  | ヤクルト | 50    | 3     | 2     | 0     | 0     | 1.000    |
| 2013  | ヤクルト | 64    | 0     | 7     | 1     | 1     | .875     |
| 2014  | ヤクルト | 52    | 2     | 8     | 1     | 1     | .909     |
| 2015  | ヤクルト | 17    | 2     | 3     | 1     | 1     | .833     |
| 2017  | ヤクルト | 32    | 2     | 4     | 1     | 0     | .857     |
| 2018  | ヤクルト | 4     | 1     | 1     | 0     | 0     | 1.000    |
| 通算  | 通算     | 228   | 10    | 25    | 4     | 3     | .897     |

### 記録
初記録
- 初登板：2011年8月20日、対読売ジャイアンツ19回戦（東京ドーム）、6回裏に2番手で救援登板、1回無失点
- 初奪三振：同上、6回裏に坂本勇人から見逃し三振
- 初ホールド：2012年6月27日、対横浜DeNAベイスターズ7回戦（セルラースタジアム那覇）、7回裏二死に2番手で救援登板、1/3回無失点
- 初勝利：2012年6月29日、対阪神タイガース6回戦（明治神宮野球場）、8回表一死に6番手で救援登板、2/3回無失点
- 初セーブ：2013年4月23日、対広島東洋カープ4回戦（明治神宮野球場）、9回表に4番手で救援登板・完了、1回無失点

その他の記録
- オールスターゲーム出場：1回（2013年）

### 背番号
- 20（2010年 - 2018年）
- 92（2021年 - ）

### 登場曲
- 「浪漫飛行」米米CLUB（2013年 - 2018年）